# 于谢讷维尔
于谢讷维尔（法語：Huchenneville，法語發音：[yʃɛnvil]）是法国上法蘭西大區索姆省的一个市镇，属于阿布维尔区。

## 地理
于谢讷维尔（50°3'4"N, 1°48'0"E）面积11.54 平方千米，位于法国上法蘭西大區索姆省，该省份为法国北部沿海省份，北起加来海峡省和北部省，西接滨海塞纳省和大西洋英吉利海峡，南至瓦兹省，东临埃纳省。
与于谢讷维尔接壤的市镇（或旧市镇、城区）包括：马勒伊-科贝尔、巴约勒、贝昂、布赖莱马勒伊、于皮、利默、穆瓦耶讷维尔。

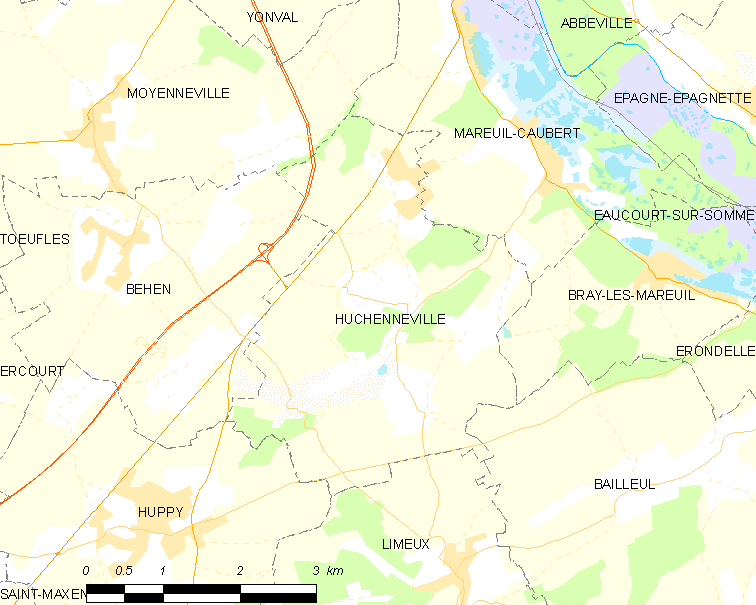
于谢讷维尔的OSM定位图

于谢讷维尔的时区为UTC+01:00、UTC+02:00（夏令时）。

## 行政
于谢讷维尔的邮政编码为80132，INSEE市镇编码为80444。

## 政治
于谢讷维尔所属的省级选区为阿布维尔第二县。

## 人口

1962-2008年间于谢讷维尔人口变化图示

于谢讷维尔于2022年1月1日时的人口数量为681人。